# Palace Theatre
Il Palace Theatre è un teatro del West End della Città di Westminster a Londra.
È una grande costruzione in pietra rossa che domina il lato ovest di Cambridge Circus e fu creato nei tardi anni 1880 dall'impresario Richard D'Oyly Carte, su disegno dell'architetto Thomas Edward Collcutt (16 marzo 1840-7 ottobre 1924). L'intento di Carte era che il nuovo teatro divenisse la casa del grand-opéra, così come l'altro suo teatro, il Savoy Theatre, lo era dell'opera comica, genere che aveva iniziato la sua fortuna con le operette di Gilbert e Sullivan.
La prima pietra venne posta da Helen Carte ed è ancora visibile sulla facciata, più o meno a livello del terreno, alla destra dell'ingresso. La progettazione del teatro era considerato innovativa: il livello superiore è sostenuto da pesanti travi a sbalzo in pietra nera, eliminando così la necessità di pilastri di supporto che impedivano al pubblico la visuale del palco. Le file, i corridoi, le scale ed i pianerottoli vennero costruiti in calcestruzzo così da ridurre il rischio di incendi ed i danni conseguenti.

## Le alterne fortune
Nel gennaio del 1891 il teatro aprì i battenti con il nome di Royal English Opera House e per il debutto venne scelto l'Ivanohe di Arthur Sullivan. Per rendere l'opera un successo non si lesinò sulle spese, come scrisse il direttore di teatro ed attore Hesketh Pearson (20 febbraio 1887-9 aprile 1964): "ogni effetto speciale immaginabile e grande splendore scenico", oltre ad un doppio cast. Ivanohe ebbe 160 repliche, tuttavia, alla fine di queste Carte non aveva un altro lavoro da proporre ed il teatro dovette chiudere. Un'opera sola non era sufficiente per tenere in piedi un teatro e, come osservò il critico musicale Herman Klein (23 luglio 1856-10 marzo 1934), "fu il più strano connubio di successo e fallimento mai registrato nella storia britannica".
Henry Joseph Wood, che lavorò con Carte, scrisse nella sua autobiografia che "Se Carte avesse avuto sei opere invece di una nel suo repertorio, credo che avrebbe fatto affermare l'opera a Londra per tutto il tempo. Mentre Ivanohe era quasi alla fine delle repliche io stavò già lavorando ad Il vascello fantasma insieme a Eugène Oudin (24 febbraio 1858-4 novembre 1894) nella parte del protagonista. Sarebbe stato superbo. Comunque i piani furono alterati e l'opera venne rinviata".
Nel novembre del 1891 il teatro riaprì con un'opera di André Messager La Basoche, con protagonista David Bispham alla sua prima interpretazione sui palchi londinesi. All'inizio La Basoche si alternò con Ivanohe, poi rimase soltanto la prima e le repliche chiusero nel gennaio del 1892. Ancora una volta senza lavori da proporre Carte affittò il teatro a Sarah Bernhardt ed entro l'anno lo vendette senza guadagnarci nulla.
Il teatro venne acquistato da Walter Emden (1847-1913), che lo usò per allestirvi un music-hall e lo ribattezzò Palace Theatre of Varieties, facendolo amministrare dall'impresario Charles Morton (15 agosto 1819-18 ottobre 1904), specializzato in questo genere teatrale. Il London County Council negò a Emden il permesso di costruire una promenade, che costituiva un'attrattiva per l'intrattenimento degli adulti (come figurava dall'Alhambra e dall'Empire), così il Palace sopperì puntando su donne apparentemente nude che si esibivano nei tableau vivant. La LCC dovette in fretta essere rassicurata sul fatto che le ragazze che si esibivano non erano realmente nude, ma vestite con body color carne.
Nel marzo 1897 si iniziarono a proiettare al Palace delle pellicole dell'American Mutoscope and Biograph Company come parte del programma di intrattenimento. Questi film erano dei 70 mm e questo permetteva loro di avere un'immagine chiara e grande abbastanza da riempire il proscenio. Presto il programma comprendette anche cinegiornali, provenienti da tutto il mondo, e molti di loro erano fatti dal regista e pioniere William Kennedy Laurie Dickson, inclusi dei filmati della Guerra Anglo-Boera del 1900.

## Da cinema a casa per i musical
Nel 1904 a Morton, che morì quell'autunno, subentrò Alfred Butt (20 marzo 1878-8 dicembre 1962) che portò alcune modifiche ai programmi introducendo anche ballerini come Maud Allan (probabilmente 27 agosto 1873-7 ottobre 1956) con il suo famoso balletto tratto dall'opera Salomè e l'allora ventitreenne Anna Pavlovna Pavlova, sul piano musicale invece introdusse la pianista Margaret Cooper. Il naturalista Oliver G. Pike (1877-1963) presentò il suo primo film In Birdland al Palace nell'agosto del 1907, questo fu il primo documentario naturalistico ad essere proiettato per il pubblico. Due anni dopo, il 26 febbraio 1909 vennero messi nel programma 21 corti di Kinemacolor, per quei tempi una novità.
Il 1911 il teatro adottò il suo ultimo nome, Palace Theatre, già da 11 anni il teatro era diretto musicalmente da Herman Finck (4 novembre 1872-21 aprile 1939), che lo diresse fino al 1920 che registrò con la propria orchestra parecchie incisioni. Negli anni 1910 un'altra popolare attrattiva furono le cosiddette Palace Girls per le quali Finck compose diverse sonate che poi le ragazze ballavano ed alcune di esse divennero dei discreti successi. Nel 1922 i Fratelli Marx portarono al Palace una serie di numeri tratti dalle loro comiche.
L'11 marzo 1925 andò in scena il musical No, No, Nanette con Binnie Hale (22 maggio 1899-10 gennaio 1984) e George Grossmith Jr. che ebbe 665 repliche. Un altro grande successo fu Princess Charming che andò in scena per 365 volte a partire dal 1926. Il Palace ospitò anche The Girl Friend, che debuttò nel 1927 e Gay Divorce che fu l'ultimo musical nel quale Fred Astaire si esibì in teatro. Negli anni successivi altri musical vennero ospitati al Palace, Anything Goes, Flower Drum Song e Cabaret, oltre a molti altri. Nel 1957 Laurence Olivier recitò sul palco del Palace ne Gli sfasati dopo essere stato spostato dal Royal Court Theatre ed il 18 maggio 1961 ospitò The Sound of Music che rimase in scena per 2385 repliche.
Il ventennio successivo vide altri due grandi successi, Jesus Christ Superstar, che fece 3.358 rappresentazioni dal 1972 al 1980 e Les Misérables che rimase al teatro dal 1985 fino 2004.
Nell'agosto 1983 Andrew Lloyd Webber annunciò di avere comprato il Palace per 1.3 milioni di $, dopo la partenza de Les Miserablés fece fare tutta una serie di lavori di restauro, durante la ristrutturazione fu rimossa la vernice che ricopriva i pannelli di marmo ed onice ancora intatti. Oltre a questo venne rinnovata la facciata, liberata dalle insegne al neon, ed installati nuovi lampadari. Negli ultimi sette anni si sono susseguiti diversi altri musical, tra i quali Priscilla Queen of the Desert. Attualmente è in scena, da giugno 2016, Harry Potter and the Cursed Child.